# Золотой орёл (галера, 1704)
«Золотой орёл», «Аквиладор» или «Аквиладора» (от итал. Aquila d’Oro)— галера Балтийского флота Российской империи, одна из галер типа «Святой Пётр», участница Северной войны.

## Описание галеры
16-баночная двухмачтовая галера с деревянным корпусом, одна из семи галер типа «Святой Пётр». Однако несмотря на то, что эти галеры были построены по одному проекту, их размеры и вооружение разнилось. Длина судна по килю составляла 33,4 метра, длина по палубе — 39,8 метра, ширина внизу — 2,3 метра, ширина вверху — 4,6 метра, а осадка 1,1 метра. В качестве основного движителя судна использовалось 16 пар вёсел, также галера была оборудована вспомогательным косым парусным вооружением. Сведения о численности экипажа галеры отсутствуют, однако для однотипных галер в источниках приводятся данные о том, что их экипаж мог достигать 500 человек. 
Артиллерийское вооружение галеры состояло из 19 орудий. Подробностей о вооружении галеры нет, однако для однотипных с «Золотым орлом» галер в списке английского дипломата Чарльза Уитворта от 1708 года упоминается вооружение, состоящее из одной 36-фунтовой пушки и нескольких 6-фунтовых.
На галере использовались шелковые флаги и вымпелы: флаг с золотым орлом для использования на тринкете, два белых и два лазоревых вымпела, два треугольных носовых флага и два лазоревых флага. Также один шелковый флаг с золотым орлом использовался на шлюпке галеры. На судне был установлен фонарь в виде золотого орла высотой 8 футов. Помимо этого после постройки на борт галеры было доставлено 10 книг по 200 листов с орловой печатью каждая и необходимые для лечения экипажа лекарства.
Одна из двух галер Российского императорского флота, носивших это наименование. Также в составе Азовского флота несла службу одноимённая галера 1699 года постройки.

## История службы
Галера «Золотой орёл» была заложена на стапеле Олонецкой верфи 22 октября (2 ноября) 1703 года и после спуска на воду 10 (21) июня 1704 года вошла в состав Балтийского флота России. Строительство вёл кораблестроитель М. Леонтьев.
Принимала участие в Северной войне. В кампанию 1704 года под командованием капитана галерного флота Л. М. Дамиани служила в качестве шаутбенахтской галеры.
В начале 1705 года при подготовке галеры к кампании выяснилось, что её невозможно вооружить орудием главного калибра в связи с тем, что корсия на галере была уже необходимого размера, также банки на галере требовали ремонта. Вице-адмирал Корнелиус Крюйс 23 марта (3 апреля) 1705 года писал олонецкому коменданту И. Я. Яковлеву:

...на те 4 галеры которые здесь лежат вразности шириною вкорсиа зделали, а галеры весть все вединой великности и доведетце наних равной тягости весом и пушки быть а ныне толко наедину галеру мочно пушки положит на которой капитан Малин, а досталные все будет переделывать лавки и корсиа...— Письмо К. И. Крюйса — И. Я. Яковлеву от 23 марта (3 апреля) 1705 года
Однако все конструктивные недостатки галеры были в итоге устранены, её вооружили и в кампанию этого года находилась в составе эскадры галерного флота под Кроншлотом под командованием капитана Яна Лорети.
По окончании службы до 1710 года галера «Золотой орёл» была разобрана.

## Командиры галеры
Командирами галеры «Золотой орёл» в составе российского флота в разное время служили:
- капитан 3-го ранга Л. М. Дамиани[комм. 10] (1704 год)[9];
- капитан галерного флота Я. Лорети[комм. 11] (1705 год)[13].

### Комментарии
1. ↑  Всего в рамках серии было построено 7 галер: «Святой Пётр» (головное судно проекта), «Золотой орёл», «Святой Фёдор Стратилат», «Александр Македонский», «Надежда», «Любовь» и «Вера»[1].
2. ↑  47 аршин[2].
3. ↑  56 аршин[2].
4. ↑  3,25 аршина[2].
5. ↑  6,5 аршина[2].
6. ↑  1,5 аршина[2].
7. ↑  Или 16 банок[3].
8. ↑  По состоянию на 8 (19) ноября 1704 года[9].
9. ↑  Из четырёх находившихся в Санкт-Петербурге галер: «Святой Пётр», «Золотой орёл», «Святой Фёдор Стратилат» и «Александр Македонский», только галеру «Святой Пётр» возможно было вооружить орудием главного калибра без конструктивных вмешательств[1][10].
10. ↑  От Lucka Damiani, также в русскоязычных источниках встречаются варианты написания фамилии Демьяни, Демьянов или Демьянович[9][15].
11. ↑  Также Жвани Замария[13].